# Divanalilar
Divanalilar est un village de la région de Fizouli en Azerbaïdjan.

## Histoire
En 1993-2020, Divanalilar était sous le contrôle des forces armées arméniennes. En 2020, la région de Fizouli, y compris le village de Divanalilar a été rétrocédée à l'Azerbaïdjan.
Le village d'Achaghi Veysalli de la région de Fizouli est situé dans la circonscription territoriale administrative Veysalli.

## Économie
La principale occupation de la population est l'élevage et l'agriculture.